# Gastronomie

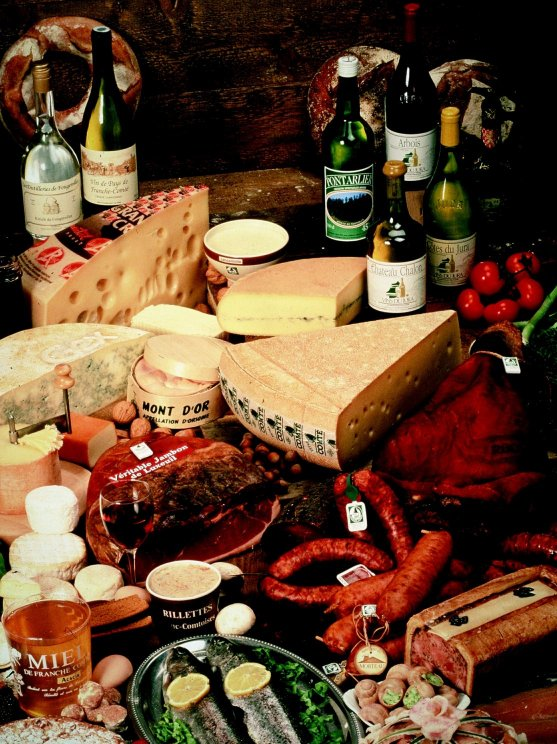
Mâncărurile alese, obiectul de studiu al gastronomiei

Gastronomia este studiul relației dintre cultură și alimentație. Deseori se greșește considerând că termenul gastronomie se referă exclusiv la bucătărie, dar aceasta este doar o mică parte a acestei științe. Gastronomia practică este asociată cu studiul pregătirii, producției și servirii diferitelor alimente și băuturi din țările lumii. Gastronomia teoretică sprijină gastronomia practică, având o abordare sistemică și de proces, axată pe rețete, tehnici și cărți de bucate.

## Etimologie
Din punct de vedere etimologic, cuvântul „gastronomie” este derivat din greaca antică, γαστήρ (gastér) semnificând „stomac” și νόμος (nómos) - „cunoaștere” sau „lege”.

## Descriere
Gastronomia studiază diverse componente culturale ce au alimentația și mâncarea, în general, ca element de bază. Astfel, ea este relaționată cu artele frumoase și științele sociale în termeni de cultură, și cu științele naturale referitor la aparatul digestiv al corpului uman. Principalele activități ale unui gastronom includ descoperirea, gustarea, experimentarea, cercetarea, înțelegerea și documentarea în scris a alimentelor și mâncărurilor. Urmărind cu atenție, oricine va descoperi că în jurul mâncărurilor există dans, teatru, pictură, sculptură, literatură, arhitectură și muzică - în alte cuvinte, artele frumoase. Mai mult, există fizică, matematică, chimie, biologie, geologie, agronomie, precum și antropologie, istorie, filosofie, psihologie și sociologie.

## Cultură

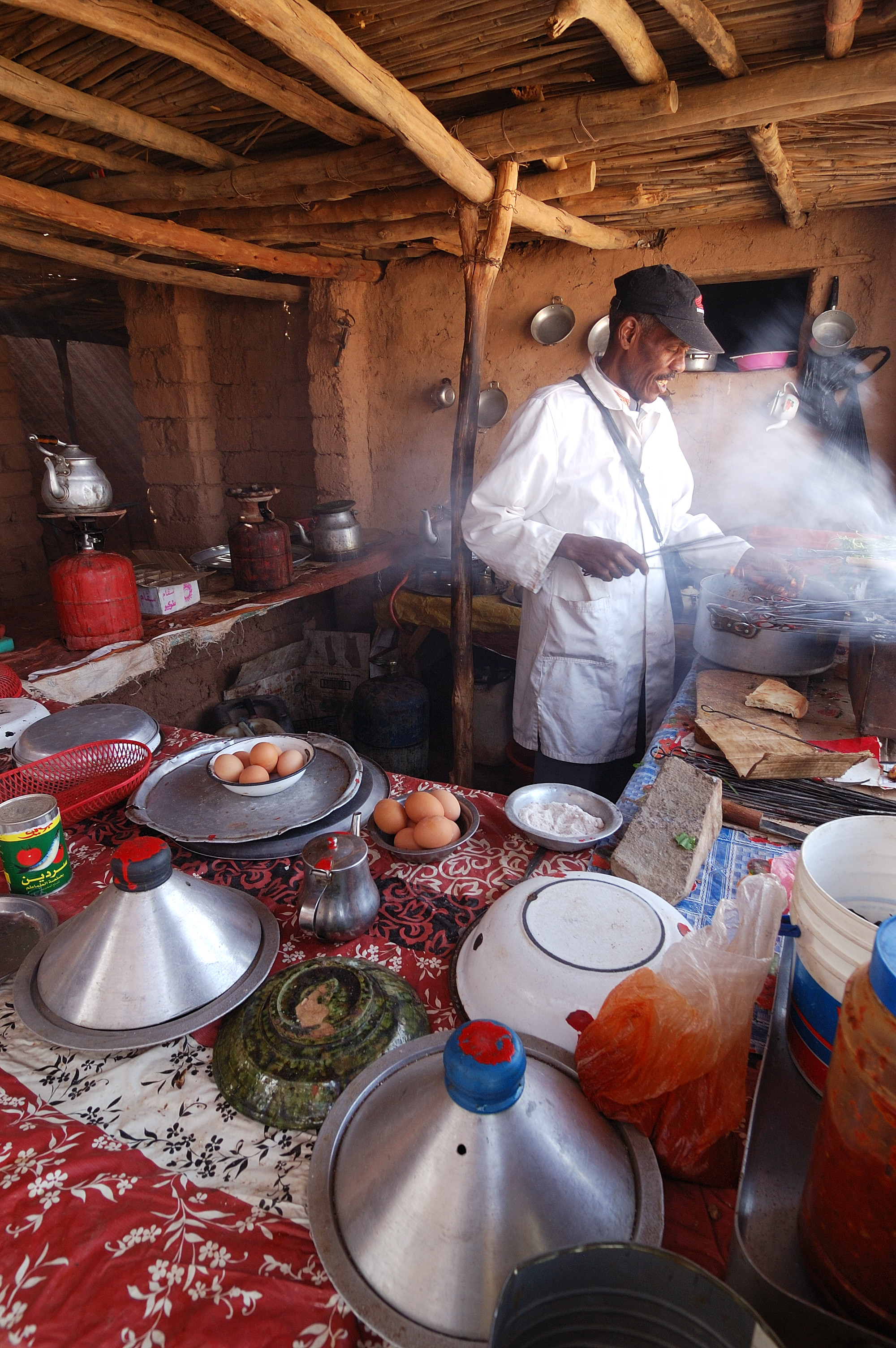
Bucătărie tradițională marocană

În cadrul trăsăturilor care definesc identitatea etnică, pe lângă limbă, cultură, religie sau credințe, este inclusă și gastronomia. Hrana a fost dintotdeauna un reper identitar semnificativ atât la nivel individual, cât și la nivel de clasă, de grup sau la nivel național. În cadrul abordărilor sociologice, etnogeografice, istorice și antropologice, focalizarea cade asupra identității culinare înțelese mai ales ca un ansamblu de alegeri, de preferințe, de obiceiuri de consum transmise în cadrul unei societăți, ca o experiență culturală definitorie pentru valorile și tradițiile unui popor, un produs al istoriei modificat în funcție de circumstanțele spațio-temporale parcurse. 
Actul de a se hrăni, pe lângă faptul că este indispensabil tuturor ființelor, fiind generator de energie vitală, în cazul oamenilor reflectă întotdeauna valori identitare. Acestea se pot referi la identitatea economică (care variază de la sărăcia extremă a celor care mănâncă scoarță de copac sau rădăcini la opulența felurilor de mâncare poleite cu foiță de aur), identitatea socială (marcând apartenența la o anumită clasă, stabilirea poziției pe o anumită treaptă a scării sociale), identitatea etnică (manifestată mai ales în momentul dislocării și relocării unui grup etnic în cadrul altuia), identitatea culturală (făcând referire la un întreg ansamblu de valori culturale și de civilizație – surprins de exemplu la japonezi într-o simplă ceșcuță de ceai), identitate religioasă (fiecare religie impunând un set de tabuuri, restricții și reguli alimentare definitorii), identitatea ideologică (cei care adoptă o dietă organică, vegetariană, lacto-vegetariană sau raw vegan, fast food sau slow food își însușesc adesea și un stil de viață și de gândire specific) sau la identitatea spirituală (în cazul afinității cu un animal totem).

## Istoric
Primul studiu de bază al gastronomiei este probabil eseul numit Fiziologia gustului (Physiologie du goût) publicat de Jean Anthelme Brillat-Savarin în anul 1825. Spre deosebire de tradiționalele cărți de bucate, această lucrare se ocupă de relația dintre simțuri și mâncare, tratând delectarea de la masă ca pe o știință.
Relația dintre hrană și cultură a prins contur în lumea academică în cursul anilor 1970–1980 când, studiile privind rolul alimentației în istorie și în dezvoltarea umanității au devenit teme de cercetare curente. Temele legate de tot ceea ce ținea de hrană, alimentație sau gastronomie fuseseră în general considerate până atunci derizorii și lipsite de valoare. Necesitatea dezvoltării conceptului de identitate culinară regională a apărut parțial din cauza riscului pierderii reperelor gastronomice identitare și a bucătăriei tradiționale, în general. Chestiunea identității culinare a unei regiuni, a unui grup etnic sau a unei națiuni este încă o temă controversată, originile anumitor feluri de mâncare fiind contestate sau revendicate de mai multe grupuri sau entități.

## Educație
În anul 2004 a fost fondată în orașul Bra (Italia) prima universitate din lume dedicată și devotată principiilor gastronomiei, denumită Universitatea de Științe Gastronomice (Università degli Studi di Scienze Gastronomiche). Misiunea acesteia este crearea unui centru internațional de cercetare și educație pentru cei care lucrează la îmbunătățirea metodelor de cultivare, la protejarea biodiversității, și la realizarea unei relații organice între gastronomie și științele agricole.